# Tapera (gemeente)
Tapera is een gemeente in de Braziliaanse deelstaat Rio Grande do Sul. De gemeente telt 10.787 inwoners (schatting 2009).